# Magic (Lied)
Magic ist ein Lied von Olivia Newton-John aus dem Jahr 1980, das von John Farrar geschrieben und produziert wurde. Es ist ein Soundtrack zum Film Xanadu und ist auch auf dem Soundtrackalbum enthalten.

## Geschichte
Die Veröffentlichung war am 23. Mai 1980, in den Vereinigten Staaten und Kanada wurde die Disco-Nummer ein Nummer-eins-Hit. Magic war Newton-Johns fünfundzwanzigster Charthit und der zehnte, der mit einer Goldenen Schallplatte in den Vereinigten Staaten ausgezeichnet wurde. Für das Jahr 1980 stufte das Billboard-Magazin den Song als die dritterfolgreichste Single nach Call Me von Blondie und Another Brick in the Wall von Pink Floyd. In einem bei der Newsweek bezeichnete John Lennon im September 1980, drei Monate vor seinem Tod, Magic und All Over the World als zwei aktuelle Songs, die er mag.
Die B-Seiten der Single variieren nach Label: Bei MCA Records ist das Lied Fool Country und bei Jet Records ist das Duett Whenever You're Away from Me mit Gene Kelly enthalten.

## Coverversionen
- 1980: Juanita (Mágica)
- 1980: Harmony Cats (Mágica …)
- 1981: Ronnie Aldrich
- 1981: Satu (Yhdessä pystymme siihen)
- 1991: Eric Miller
- 1992: Louise Tollson
- 2003: The Countdown Singers
- 2004: Stimulator
- 2018: Juliana Hatfield